# Søren Smalbro
Søren Steen Smalbro (født 22. januar 1965) er en dansk gårdejer og politiker fra partiet Venstre, der fra og med 1. januar 2022 er borgmester i Hjørring Kommune, hvor han afløser socialdemokraten Arne Boelt.